# Tympanistes yuennana
Tympanistes yuennana är en fjärilsart som beskrevs av Max Wilhelm Karl Draudt 1950. Tympanistes yuennana ingår i släktet Tympanistes och familjen trågspinnare. Inga underarter finns listade i Catalogue of Life.